# Lino José Revenga
Lino José Revenga (Caracas, Provincia de Caracas, Departamento de Venezuela, Gran Colombia/Venezuela, 16 de marzo de 1832 - Valencia, Estado Carabobo, Venezuela, 28 de febrero de 1895) fue un ingeniero venezolano, uno de los fundadores del Colegio de Ingenieros en 1860. Varios de sus artículos sobre química fueron publicados por Vicente Marcano en revistas francesas. 

## Vida
Fue hijo de José Rafael Revenga y de Micaela Clemente. Realizó sus estudios en la Academia de Matemáticas donde se gradúa de ingeniero en 1851. Entre los años de 1860 y 1863 se dedica a dar clases en la cátedra de ciencias exactas aplicadas en la misma academia. Realiza los primeros avances en la proyección y construcción de la carretera Los Teques-La Victoria junto con Augusto Lutowski en 1866. En 1869, Revenga junto con Olegario Meneses gana el primer premio en un concurso promovido por la municipalidad de Caracas con su proyecto para la red de distribución de agua con conductores de hierro. Los últimos años de su vida los pasa en Valencia donde continúa su labor docente en las cátedras de matemáticas, física y filosofía. Allí también, de forma gratuita, dirige la construcción del colegio e internado femenino, Lourdes.
En 1868 el coronel Lino José Revenga es nombrado ministro de guerra y marina. El ex canciller Wenceslao Urrutia siendo perseguido por el gobierno intenta escapar a la casa su vecino el ministro Revenga pero el esfuerzo ocasiona que le estalle un aneurisma que condujo a su muerte.

## Obras
- Anuario de observaciones de la Oficina Central del Colegio de Ingenieros de Venezuela (1862). Estos trabajos fueron publicados por la imprenta de Valentín Espinal. Esta obra es producto del trabajo en conjunto con Juan Salustiano García y algunos alumnos de la Academia de Matemáticas, posterior a la instalación de un laboratorio de observaciones astronómicas y meteorológicas en el colegio Santa María. Esta obra a su vez se divide a su vez en cuatro secciones:

1. Sección Astronómica
2. Sección Geográfica
3. Sección Meteorológica
4. Sección Estadística

- Revista Científica del Colegio de Ingenieros . 8 números publicados entre enero y abril del año de 1862.